# Het Strijkijzer
L'Het Strijkijzer, conosciuto anche come the Hague Tower o New Hague Tower (in olandese Haagse Toren), è un grattacielo residenziale dell'Aia, nei Paesi Bassi. Inaugurato nel 2007 è alto 132 metri, ha un ristorante panoramico con 40 finestre che danno sulla città con 100 posti a sedere.